# Inflammation
Pour la réaction chimique, voir Combustion.

Un abcès sur la peau, montrant une zone rougie correspondant à l’inflammation. Un cercle de tissus nécrosés est présent ainsi que du pus.

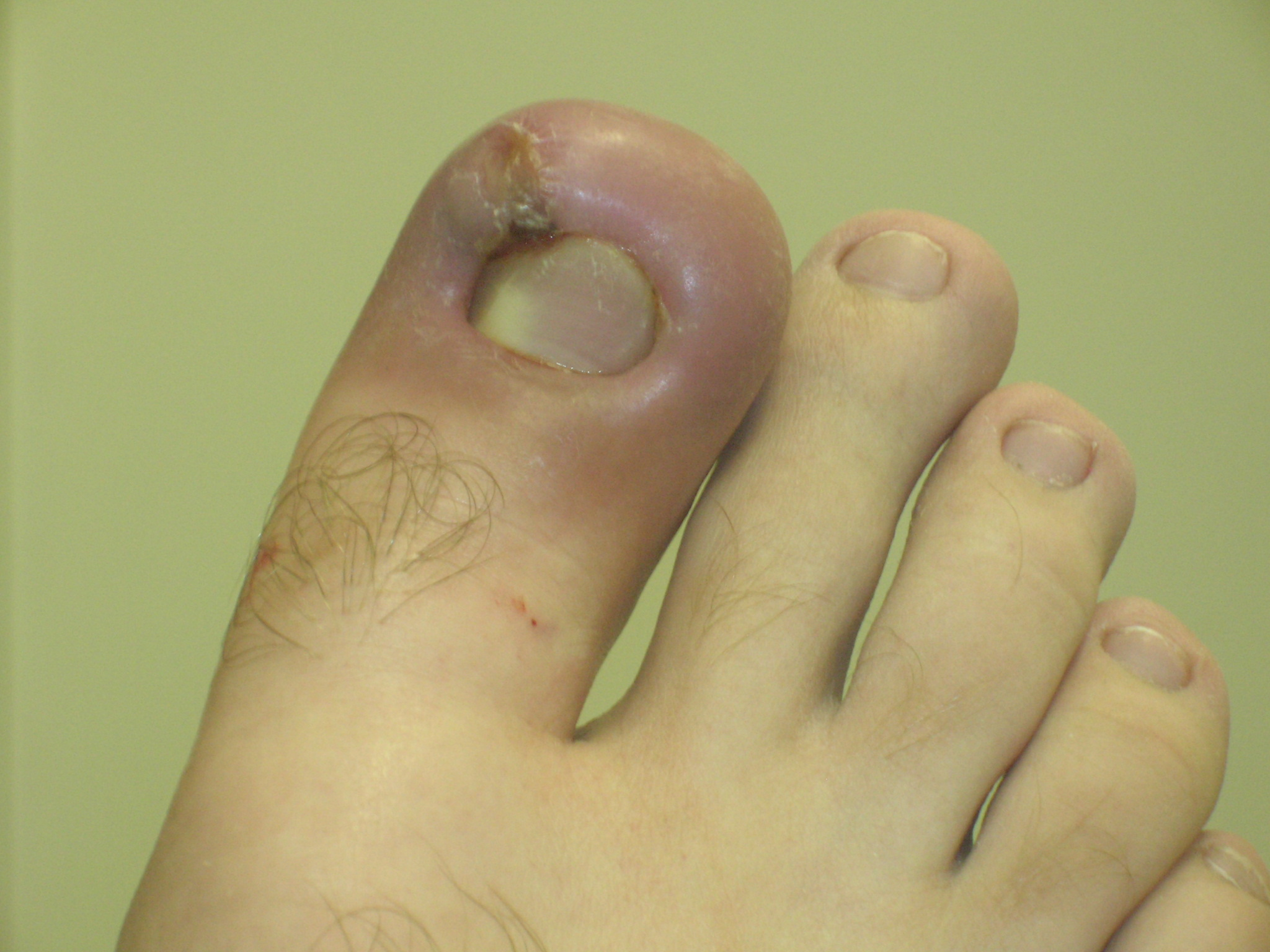
Orteil infecté présentant une inflammation aiguë (rougeur et œdème).

L'inflammation est la réaction stéréotypée du système immunitaire, face à une agression externe (infection, trauma, brûlure, allergie, etc.) ou interne (cellules cancéreuses) des tissus. C'est un processus dit ubiquitaire ou universel qui concerne tous les tissus, faisant intervenir l'immunité innée et l'immunité adaptative. Elle est cependant inhibée dans le système immunitaire des muqueuses, dont le mécanisme d'action est spécifique.
L'inflammation est identifiée en médecine par le suffixe -ite. Traditionnellement, les symptômes associés à l'inflammation sont décrits en latin par « dolor, calor, rubor, tumor, et functio laesa » (douleur, chaleur, rougeur, œdème et perte de fonctionnalité). Le plus gros problème qui découle de l'inflammation est que la défense de l'organisme attaque à la fois les agents nocifs et non nocifs, d'une manière qui endommage les tissus ou les organes sains.
L'inflammation chronique est une réponse à de nombreuses transformations de l'environnement et du comportement modernes (elle est favorisée par la sédentarité, la mauvaise hygiène alimentaire (malbouffe), la pollution, les altérations du microbiote humain) et un facteur important dans le développement de maladies de civilisation telles que la résistance à l'insuline, l'obésité, les maladies cardiovasculaires, les maladies immunitaires, et même les troubles de l'humeur et du comportement.

## Historique
Dès les premières civilisations, on trouve des témoignages de sa connaissance et de sa guérison. Les premiers écrits sont apparus dans des papyrus égyptiens datant de 3000 av. J.-C. En Grèce et à Rome, un livre a été conservé, l'un des nombreux écrits de Aulus Cornelius Celsus, encyclopédiste, "De Medicinae", dans lequel quatre signes cardinaux d'inflammation sont identifiés.
Traditionnellement, à sa suite, les symptômes associés à l'inflammation sont décrits en latin par « dolor, calor, rubor, tumor, et functio laesa » (douleur, chaleur, rougeur, œdème et perte de fonctionnalité — la formulation des quatre premiers étant attribués à Aulus Cornelius Celsus et celle du cinquième souvent attribuée à Claude Galien). Si l’inflammation est connue depuis l’Antiquité, l’impotence fonctionnelle a été rajoutée à sa définition par Rudolf Virchow en 1858.
En 1793, le chirurgien écossais John Hunter a souligné ce qui est aujourd'hui considéré comme une évidence : « L'inflammation n'est pas une maladie, mais une réponse non spécifique qui produit un effet curatif sur le corps dans lequel elle se produit ».
Le pathologiste Julius Cohnheim a été le premier chercheur à utiliser le microscope pour examiner les vaisseaux sanguins enflammés dans des membranes minces et translucides, telles que le mésentère et la langue de la grenouille. Il observa la réorganisation initiale du flux sanguin, la formation de l'œdème après augmentation de la perméabilité vasculaire,la migration des leucocytes. En 1867, il démontra que l'émigration des globules blancs était à l'origine du pus. La contribution de Cohnheim fut fondamentale pour comprendre l'ensemble du processus inflammatoire.
Le biologiste russe Ilya Ilitch Metchnikov découvrit le processus de phagocytose, en observant l'ingestion d'épines de rose par les amibocytes de larves d'étoiles de mer, et de bactéries par les leucocytes de mammifères (1882) ; la conclusion de ce chercheur était que l'objet de l'inflammation était de faire en sorte que des cellules ayant une capacité phagocytaire atteignent la zone lésée afin qu'elles puissent phagocyter des agents infectieux. Cependant, il est vite devenu clair que les facteurs cellulaires (phagocytes) et les facteurs sériques (anticorps) étaient essentiels à la défense contre les micro-organismes. En reconnaissance de cela, Metchnikoff et Paul Ehrlich (qui a développé la théorie humorale) ont partagé le prix Nobel de médecine en 1908. .
A ces noms il faut ajouter celui de Sir Thomas Lewis qui, par de simples expériences sur la réponse inflammatoire de la peau, a établi le concept que divers produits chimiques induits localement par la stimulation d'une lésion, comme l'histamine, sont des facteurs médiateurs des altérations vasculaires. d'inflammation. Ce concept fondamental est à la base des importantes découvertes de médiateurs chimiques de l'inflammation et de la possibilité d'utiliser des médicaments anti-inflammatoires.

## Mécanisme inflammatoire

Schéma d'ensemble montrant les trois couches de défense du système immunitaire humain en réponse à une infection bactérienne. 1. Peau et autres barrières physiques 2. Lacération ou rupture de la barrière 3. Bactéries nocives 4. Macrophage 5. Le macrophage enveloppe les bactéries, les détruit et identifie les antigènes présents 6. APC, ou Antigen Presenting Cell, transporte les antigènes des bactéries 7. La cellule T auxiliaire transfère les antigènes de l'APC à la cellule B 8. La cellule B est activée par la cellule T auxiliaire 9. Certaines cellules B deviennent des cellules B mémoire, prêtes à fournir des antigènes pour une infection future 10. D'autres cellules B deviennent des cellules plasmatiques, qui sécrètent des anticorps 11. Anticorps 12. Les anticorps correspondent aux antigènes présents sur les bactéries, les désactivant et arrêtant l'infection.
Système immunitaire : I. Non spécifique (barrières). II. Non spécifique (réponses générales). III. Réponse spécifique.

### Déclenchement
L'inflammation aiguë peut être considérée comme la première ligne de défense contre les blessures infligées à un tissu. Elle fait partie du système immunitaire inné.
Le processus d'inflammation aiguë est initié par les cellules immunitaires résidentes déjà présentes dans le tissu impliqué, principalement les macrophages résidents, les cellules dendritiques, les histiocytes, les cellules de Kupffer et les mastocytes. Ces cellules possèdent des récepteurs de surface appelés récepteur de reconnaissance de motifs moléculaires (PRR), qui peuvent reconnaître (c'est-à-dire se lier à) deux sous-classes de molécules, qui agissent comme signal déclencheur :
- les motif moléculaire associé aux pathogènes (PAMP). Les PAMP sont des composés qui sont associés à divers agents pathogènes, mais qui se ne sont pas présents dans les cellules de l'organisme. Ils signent donc la présence d'un agent pathogène ;
- les motif moléculaire associé aux dégâts (DAMP). Les DAMP sont des signaux de danger émis par les cellules de l'hôte, associés à des blessures ou à des dommages cellulaires.

Au début d'une infection, d'une brûlure ou d'autres blessures, ces cellules reconnaissent un signal de danger pour l'organisme (l'un des PRR reconnaît un PAMP ou un DAMP) et s'activent, libérant des médiateurs inflammatoires responsables des signes cliniques de l'inflammation du tissu concerné.
Les cellules immunitaires réagissent aux stress physiques détectés dans les tissus (chaleur, froid, pression) et produisent les médiateurs sérotonine et histamine, qui sont de puissants agents vasoactifs qui agissent sur la contraction et la perméabilité des vaisseaux artériels et veineux.
Telle que définie, l'inflammation aiguë est une réponse immunovasculaire à des stimuli inflammatoires. Cela signifie que l'inflammation aiguë peut être largement divisée en une phase vasculaire, qui se produit en premier, suivie d'une phase cellulaire impliquant des cellules immunitaires (plus spécifiquement des granulocytes myéloïdes dans le cadre aigu).
La réponse inflammatoire aiguë nécessite une stimulation constante pour être soutenue. Les médiateurs inflammatoires sont de courte durée et se dégradent rapidement dans les tissus. Par conséquent, l'inflammation aiguë commence à se résorber dès que le stimulus est supprimé.

### Initialisation de la phase vasculaire
L'inflammation est déclenchée par l'action de médiateurs chimiques, qui déclenchent la phase vasculaire, ou vasculo-exsudative. On constate :
1. La libération d'amines vaso-actives préformées par les mastocytes (histamine et sérotonine) ;
2. L'activation de protéines plasmatiques inactives (facteur XII (Hageman), bradykinine, kallikréine, complément) ;
3. La sécrétion de médiateurs lipidiques (prostaglandines dont prostacycline, leucotriènes, facteur d'activation plaquettaire (PAF)).

En plus des médiateurs dérivés des cellules, plusieurs systèmes de cascade biochimiques acellulaires - constitués de protéines plasmatiques préformées - agissent en parallèle pour initier et propager la réponse inflammatoire. Ceux-ci incluent le système du complément, activé par les bactéries, et les systèmes de coagulation et de fibrinolyse, activés par la nécrose (par exemple, brûlure, traumatisme).
Les facteurs chimiques produits durant l'inflammation (histamine, bradykinine, sérotonine, leucotrienes et prostaglandines) augmentent la sensation de douleur, induisent localement la vasodilatation des vaisseaux sanguins et le recrutement de phagocytes, en particulier les neutrophiles[réf. nécessaire]. Les neutrophiles peuvent également produire des facteurs solubles contribuant à la mobilisation d'autres populations de leucocytes. Les cytokines produites par les macrophages et les autres cellules du système immunitaire inné constituent un relais de la réponse immunitaire. On compte, parmi ces cytokines, le TNFα, HMGB1, et l'interleukine-1.
Les trois cytokines majeures de l'inflammation sont l'interleukine-1, l'interleukine-6 et le facteur de nécrose tumorale,. On les nomme le trio pro-inflammatoire.

### Congestion active
Sous l'influence de médiateurs chimiques, les cellules endothéliales (formant les vaisseaux sanguins) s'activent. Cela entraîne une vasodilatation locale artériolaire puis capillaire qui provoque :
- une augmentation de l'apport sanguin ;
- une diminution de la vitesse du flux sanguin.

Ce gonflement local des vaisseaux sanguins provoque la rougeur (rubor) et la sensation de chaleur (calor).
L’augmentation de l'apport sanguin permettra d’évacuer les cellules mortes et les toxines (détersion), et d’apporter les éléments nécessaires à la guérison, notamment des globules blancs pour combattre les corps étrangers.
Les molécules médiatrices modifient également les vaisseaux sanguins pour permettre la migration des leucocytes, principalement des neutrophiles et des macrophages, hors des vaisseaux sanguins (extravasation) et dans les tissus. Dans des conditions normales, l'endothélium ne permet pas la sortie des protéines et l'échange se fait par pinocytose. Au cours de l'inflammation, les bases morphologiques de l'endothélium sont altérées par l'action de médiateurs chimiques, produisant une altération des jonctions cellulaires et des charges négatives de la membrane basale. Généralement, cet effet se produit dans les veinules, mais s'il est très intense, il atteint les capillaires et une extravasation se produit en raison de la rupture.
Parallèlement, les cellules endothéliales activées expriment des molécules d'adhésion (nécessaires à la diapédèse). De son côté, la diminution de la vitesse (stase) permet aux leucocytes de se marginaliser le long de l'endothélium, un processus essentiel à leur recrutement dans les tissus.
Le vaisseau devenant plus perméable, l’eau du plasma sanguin s'épanche par osmose vers les tissus.

### Œdème inflammatoire

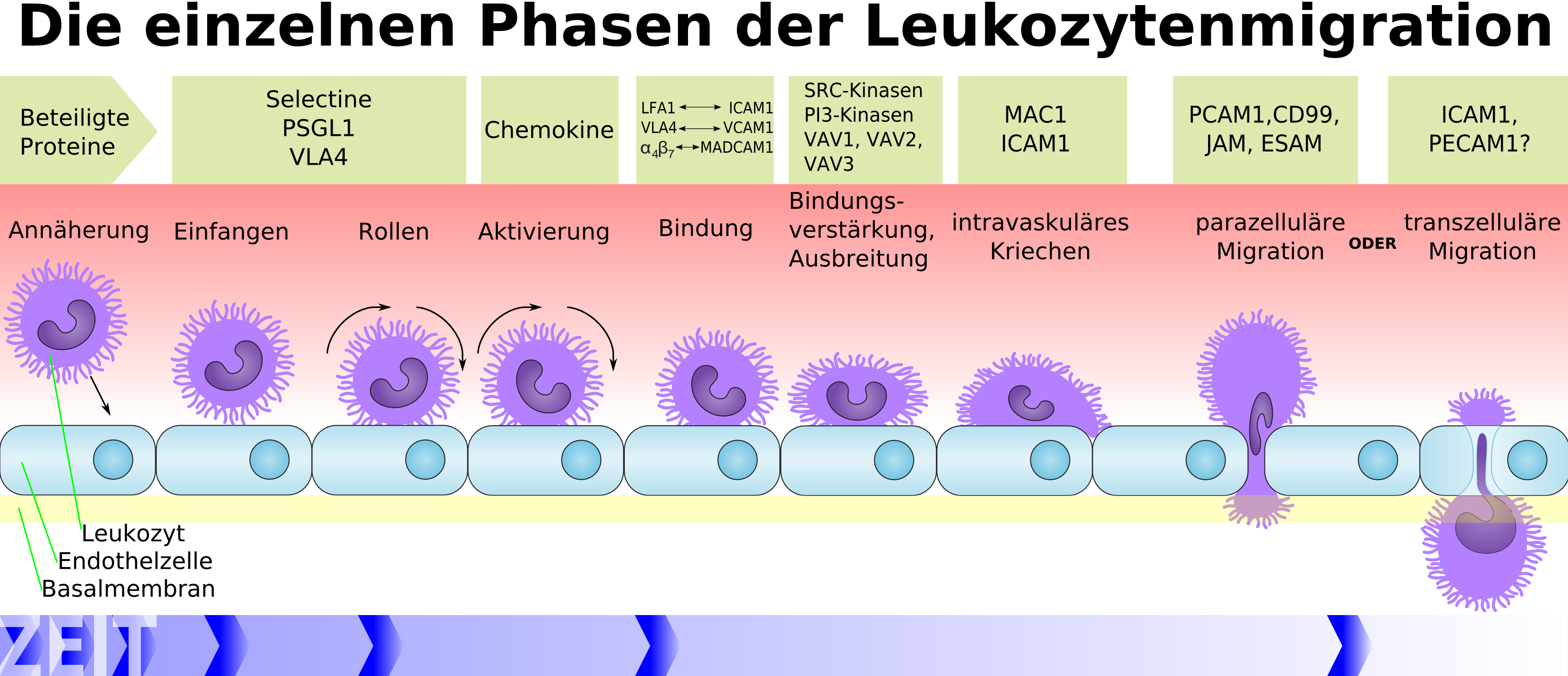
Transmigration d'un leucoyte.

La perméabilité accrue des vaisseaux sanguins entraîne une exsudation (fuite) de liquide dans les tissus. La fuite de liquide provoque une augmentation de la viscosité du sang, ce qui augmente la concentration des globules rouges (congestion veineuse).
L’œdème inflammatoire (tumor) est donc la conséquence du passage du plasma (plus précisément d'un exsudat) dans la zone lésée. Il se traduit par un gonflement du tissu touché, et comprime les nerfs alentour, provoquant la sensation douloureuse et les démangeaisons (dolor). Certains des médiateurs libérés comme la bradykinine augmentent la sensibilité à la douleur (hyperalgésie). La perte de fonction (functio laesa) est probablement le résultat d'un réflexe neurologique en réponse à la douleur.
L'œdème a plusieurs fonctions : il permet l'apport jusqu'à la lésion de moyens de défense (immunoglobulines, protéines du complément…), la dilution de l'agent pathogène, et la limitation du foyer inflammatoire.
Le mouvement du liquide plasmatique entraîne avec lui des protéines importantes, telles que la fibrine et les immunoglobulines (anticorps), dans le tissu enflammé.
- Ce fluide tissulaire exsudé contient divers médiateurs antimicrobiens du plasma tels que le système du complément, le lysozyme, des anticorps, qui peuvent immédiatement endommager les microbes et opsoniser les microbes en vue de la phase cellulaire.
- Si le stimulus inflammatoire est une plaie lacérée, les plaquettes exsudatives, les coagulants, la plasmine et les kinines peuvent coaguler la zone blessée et assurer l'hémostase dans un premier temps.
- Ces médiateurs de la coagulation fournissent également un cadre structurel de mise en scène au site du tissu inflammatoire sous la forme d'un réseau de fibrine - comme le ferait un échafaudage de construction sur un chantier de construction - dans le but de faciliter le débridement phagocytaire et plus tard la réparation des plaies.

Une partie du liquide tissulaire exsudé sera également acheminée par les vaisseaux lymphatiques vers les ganglions lymphatiques régionaux. Dans des conditions normales, le système lymphatique filtre et contrôle les petites quantités de liquide extravasculaire qui ont été perdues par les capillaires. Au cours de l'inflammation, la quantité de liquide extracellulaire augmente, et le système lymphatique participe à l'élimination de l'œdème. De plus, dans ce cas, une plus grande quantité de leucocytes, de débris cellulaires et de microbes passe dans la lymphe, pour lancer la phase de reconnaissance et d'attaque du système immunitaire adaptatif. Comme pour les vaisseaux sanguins, les lymphatiques prolifèrent également dans les processus inflammatoires, pour répondre à la demande accrue. Les vaisseaux lymphatiques peuvent devenir secondairement enflammés (lymphangite) ou les ganglions lymphatiques peuvent devenir enflés (lymphadénite), en raison d'une hyperplasie des follicules lymphoïdes et d'un nombre accru de lymphocytes et de macrophages.

### Diapédèse leucocytaire

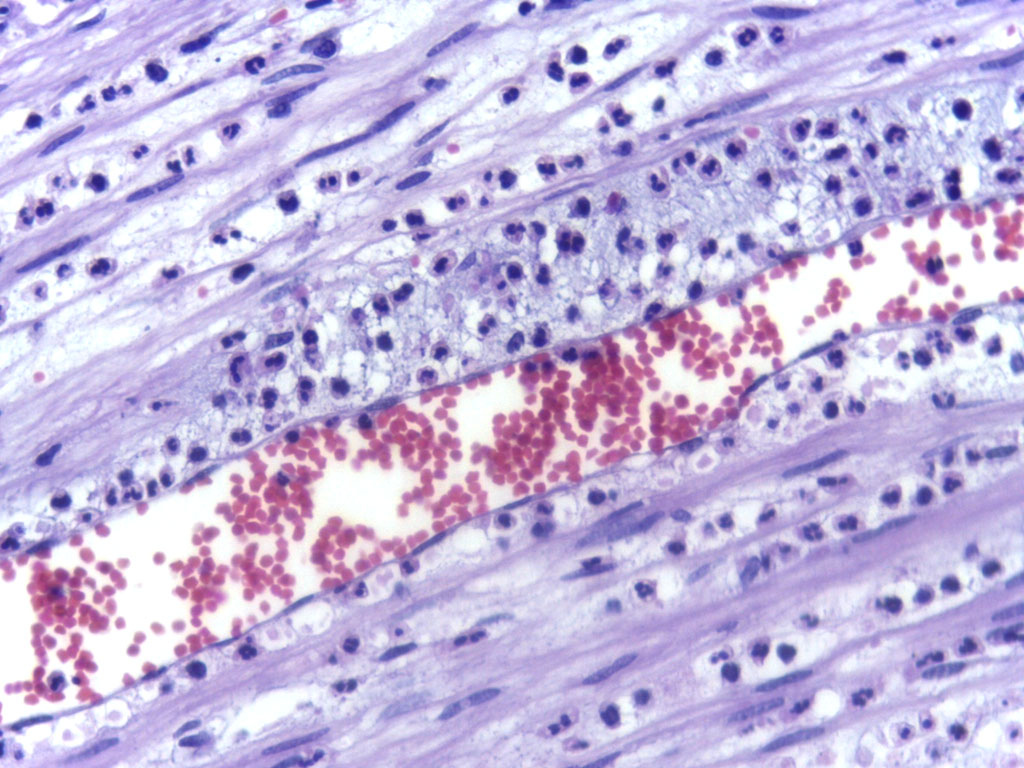
Migration des leucocytes pendant une réaction inflammatoire.

Les molécules d’adhésion (CAM, intégrines, sélectines) libérées par les cellules endothéliales sont un signal pour les leucocytes présents dans les vaisseaux sanguins, qui dans la région inflammatoire ont tendance à quitter le milieu du courant pour s’accoler à la paroi de l’endothélium du vaisseau, par « margination », favorisée par le ralentissement du flux sanguin.
La diapédèse leucocytaire est le phénomène permettant le passage des leucocytes de la circulation sanguine jusqu'au foyer de l'inflammation. La traversée de l'endothélium par les leucocytes ou diapédèse intervient dans un segment particulier du système circulatoire : les veinules post-capillaires. On peut distinguer différentes étapes :
1. Margination leucocytaire ;
2. Rolling : interaction des leucocytes et des cellules endothéliales par l'intermédiaire de sélectines, adhérence faible entre une sélectine E capillaire et un carbohydrate de la cellule immunitaire ;
3. Activation (activation) par interaction entre une chimiokine capillaire et une intégrine cellulaire ;
4. Adhérence ferme (adhesion) entre l'intégrine cellulaire (LFA-1) et son ligand vasculaire (ICAM-1). La cellule est fixée sur l'endothélium ;
5. Diapédèse : passage de la paroi endothéliale par les leucocytes, qui commence par l'adhésion cellulaire par l'intermédiaire des intégrines et de molécules d'adhésion (ICAM, en anglais : intercellular adhesion molecule).

Après la migration des leucocytes hors des vaisseaux sanguins (extravasation), les cellules inflammatoires, dont les leucocytes, se dirigent ensuite de façon unidirectionnelle par chimiotaxie, le long d'un gradient créé par les cellules locales, pour atteindre le site de la lésion.

### Phase cellulaire

Réponse du système immunitaire.

À l'issue de la phase vasculaire ou vasculo-exsudative, la phase cellulaire fait suite à la diapédèse, lorsque les leucocytes sont amassés dans le tissu interstitiel.
Elle correspond à la formation du granulome inflammatoire. Il participe à la détersion (rôle des granulocytes et des macrophages) et permet le développement de la réaction immunitaire adaptative. Les cellules composant le granulome ont également un rôle de sécrétion de médiateurs chimiques.
Les leucocytes engloutissent les microbes et les détruisent, générant la production de pus. Le pus sera éliminé vers l'extérieur si la lésion est en contact avec l'extérieur, ou il générera un abcès si la zone où s'est formé le pus est à l'intérieur d'un organe.
La réparation des lésions tissulaires s'effectue grâce aux macrophages, qui stimulent les fibroblastes pour synthétiser le collagène et les cellules endothéliales pour générer de nouveaux vaisseaux, grâce à la sécrétion de facteurs de croissance.

### Inflammation systémique
L 'Inflammation systémique implique trois organes (le foie, le système nerveux central et les glandes surrénales) et le trio pro-inflammatoire (l'interleukine-1, l'interleukine-6 et le facteur de nécrose tumorale).
Les molécules inflammatoires sensibilisent les terminaisons nerveuses. Les neurones relarguent la substance P et la CGRP des peptides qui ont des actions vaso-dilatatrices puissantes.

## La résolution de l'inflammation

### Résolution de l'inflammation
L'inflammation peut :
- aboutir à la guérison de l'individu ;
- donner une cicatrice ;
- être limitée dans une partie du corps et persister sous forme de granulome comme le granulome pulmonaire de la tuberculose ;
- se diffuser dans tout l'organisme sous forme de septicémie aboutissant à un choc toxique souvent mortel.

### Un changement de paradigme sur la façon d’appréhender l’inflammation
L’inflammation bien contrôlée est une réponse normale du corps qui nait s’amplifie et s’éteint. Elle est consécutive à une agression interne (comme un cancer) ou externe (comme une infection). Lorsque le corps n’arrive plus à maîtriser l’inflammation, celle-ci peut engendrer des maladies diverses comme le diabète, le cancer ou devenir chronique comme l’arthrite, la maladie de Crohn par exemple.
Des efforts importants ont été déployés pour comprendre les mécanismes moléculaires inflammatoires et comment les combattre. En effet, une inflammation de trop longue durée ou trop intense peut avoir des effets délétères sur l’organe où elle siège et potentiellement entraver sa fonction. Les mécanismes de la phase d’initiation de l’inflammation sont maintenant bien compris. En revanche, les mécanismes de la phase d’arrêt de l’inflammation n’étaient jusque récemment pas connus. Ces dernières années, les travaux de l’équipe du professeur Charles Serhan, de l’École de Médecine de Harvard CETRI (Center for Experimental Therapeutics and Reperfusion : injury), ont permis de comprendre cette phase appelée résolution caractérisée par l’arrêt de la réponse inflammatoire, la réparation du tissu enflammé pour permettre finalement le retour à l’état initial du tissu appelé homéostasie.
De nombreuses études scientifiques démontrent ainsi que le corps humain dispose de mécanismes naturels pour contrôler et programmer l’arrêt de l’inflammation. Ces mécanismes portent le nom de Résolution, processus associé à la synthèse d’une famille de molécules spécifiques appelée SPM (en) pour médiateurs spécialisés de la résolution ou Specialized Pro-resolving Mediators en anglais.

### Qu’est ce que la résolution?
On peut définir la résolution de l’inflammation comme le processus biologique naturel et indispensable pour stopper naturellement l’inflammation. Ce mécanisme est piloté par des médiateurs appelés SPM (pour l'anglais specialized proresolving mediators, « médiateurs spécialisés en prorésolution »), issus des acides gras polyinsaturés (AGPI) comme les oméga 3.
Les AGPI qui donnent naissances aux SPM sont l’acide arachidonique (AA), l’acide docosahexahenoique (DHA), l’acide eicosapentaénoique (EPA) et l’acide docosapentaénoique (DPA). Ainsi l’AA va donner naissance aux lipoxines, l’EPA au résolvines de type E, le DHA aux résolvines de type D, aux marésines, aux protectines et le DPA aux résolvines de la famille n-3.
Dans certains cas, le corps ne produit pas ces molécules en quantité suffisante ou au bon moment. L’arrêt de l’inflammation est alors altéré et peut s’accompagner de complications telles que fibrose, cicatrices ou perdurer de façon chronique.
De nombreux travaux ont ainsi permis de mieux comprendre la finesse des mécanismes mis en place naturellement par notre organisme et de démontrer que les réponses inflammatoires chroniques semblent être dues à un défaut de résolution.
A la faveur de ces découvertes, l’enjeu pour arrêter l’inflammation n’est donc plus de la bloquer, mais de la réguler en favorisant sa phase de résolution. Ce nouveau champ de recherches porte le nom de pharmacologie de la résolution.

### Le mode d’action des SPM (Specialized Pro-resolving Mediator)
Les SPM agissent de façon différente des anti-inflammatoires et représentent donc une alternative thérapeutique très prometteuse pour arrêter de façon programmée l’inflammation sans la bloquer.
Ils agissent en :
- Contrebalançant l’effet des médiateurs pro-inflammatoires,
- Diminuant la pénétration des polynucléaires dans les tissus inflammés,
- Stimulant la défense innée par phagocytose (cellules apoptotiques, pathogènes…),
- Atténuant la douleur,
- Favorisant la régénération des tissus,

Les SPM présentent des activités biologiques très bénéfiques car ils sont synthétisés au niveau du site inflammatoire et passent dans la circulation sanguine pour exercer leur activité à distance (activité autacoïde). Ils vont permettre ainsi d’arrêter l’inflammation (en inhibant les voies dépendantes de NF-kB par exemple). En permettant un arrêt programmé de l’inflammation, ils évitent le versant fibrotique d’une mauvaise cicatrisation et favorisent les capacités de défense de l’organisme (ils sont non immunosuppresseurs).

### Comment sont mesurés les SPM?
Il existe actuellement deux méthodes principales pour mesurer les SPM :
1. Les tests EIA (Enzyme Immunosorbant assay). Cette méthode est limitée car peu de kits sont disponibles et ils ne permettent de quantifier qu’un marqueur à la fois alors que les SPM sont une famille de molécule.
2. La chromatographie liquide associé à la spectrométrie de masse (ou LC/MS/MS). Il s’agit de la technique de référence qui permet de coupler sensibilité et robustesse pour l’identification de plusieurs SPM en une analyse unique. Des méthodes de quantification des SPM par LC/MS/MS ont été décrites dans la littérature[11].

### Des preuves de l’efficacité des SPM
Des études cliniques montrent que l’augmentation des SPM dans le corps est corrélée à une amélioration clinique de l’état inflammatoire.
C’est le cas par exemple de l’étude Barden publiée en 2016qui a montré une corrélation négative entre la douleur perçue par le patient et la présence de RVE2 dans le liquide synovial suggérant que la production de SPM peut être associée à la gestion naturelle de l’inflammation et de la douleur par le corps humain.
En effet dans les modèles animaux d’autres SPM ont également montré des effets atténuateurs sur la douleur,. Ces effets analgésiques sont médiés par des récepteurs spécifiques couplés aux protéines G.
Pour aller plus loin dans les recherches sur le rôle des SPMs dans les maladies inflammatoires, l’Union européenne via son programme H2020, a sélectionné et financé le projet immunAID (H2020-EU.3.1.1. Grant agreement no: 779295). Ce projet est coordonné par l’INSERM et il est composé de 24 partenaires dans 12 pays.

## Approche clinique

### Signes et symptômes physiques
L’inflammation peut se manifester par :
- une rougeur (érythème correspondant à une vasodilatation locale) ;
- un gonflement (œdème) : augmentation de la formation de liquide interstitiel et d'œdème. ;
- une sensation de chaleur : Augmentation de la température de la zone inflammée. Elle est due à une vasodilatation et à une augmentation de la consommation locale d'oxygène ;
- une douleur qui semble pulser : La douleur apparaît comme une conséquence de la libération de substances capables de provoquer l'activation de nocicepteurs, telles que les prostaglandines ;
- une éventuelle altération du fonctionnement de l’organe concerné (ex. : difficulté à bouger (impotence fonctionnelle) dans le cas d'une articulation).

On fait parfois référence aux noms latins, notamment dans les langues étrangères, pour décrire les manifestations de l’inflammation. Ces manifestations ont été décrites il y a 2 000 ans par Celsus : rubor (rougeur), calor (chaleur), tumor (gonflement), dolor (douleur), functio laesa (impotence fonctionnelle). Si l’inflammation est connue depuis l’Antiquité, l’impotence fonctionnelle a été rajoutée à sa définition par Rudolf Virchow en 1858.

### Caractérisation biologique
Le phénomène inflammatoire s'accompagne de modifications biologiques telles que l'augmentation de la concentration sanguine de plusieurs protéines dont l'haptoglobine, la céruloplasmine, des globulines, ou la protéine C réactive (CRP). Une électrophorèse des protéines plasmatiques permet d'objectiver ces changements dans leur globalité[pas clair].
L'élévation des « protéines inflammatoires » accroît la vitesse de sédimentation.
La ferritine augmente, reflétant la séquestration tissulaire du fer sérique. Cette séquestration est secondaire à l'augmentation de la sécrétion d'hepcidine, médiée notamment par l'interleukine 6. Cette séquestration est un des facteurs concourant à l'installation d'une anémie à long terme (anémie inflammatoire).
Dans certains cas, une polynucléose neutrophile est présente.

### Inflammation et pathologies
Des études récentes ont lié l'inflammation chronique à plusieurs types de pathologies, dites « maladies de civilisation » : maladies cardio-vasculaires, diabète et obésité…
L'état inflammatoire chronique est reconnu favoriser le développement des tumeurs et a fortiori des tumeurs cancéreuses,.

### Selon la persistance de l'inflammation
- Inflammation aiguë
- Inflammation chronique

### Selon la morphologie du foyer inflammatoire
- Inflammation non spécifique
- Inflammation spécifique
  - Inflammation granulomateuse

## Lutte contre l'inflammation
L’inflammation, est une réaction de défense généralement bénéfique, mais pose parfois problème, par la douleur qu'elle engendre ou lorsqu'elle perdure et devient chronique, risquant alors de nuire à la structure ainsi qu'à la fonction de l'organe touché.

### Moyens thérapeutiques
Le froid (glace à travers un tissu par exemple) suffit parfois à combattre l’inflammation (il induit une vasoconstriction, diminuant l’œdème et calme la douleur).
Des médicaments anti-inflammatoires peuvent calmer les symptômes ou limiter les effets délétères de l'inflammation sur l'organisme. On distingue les anti-inflammatoires non stéroïdiens et les glucocorticoïdes. Ces médicaments existent sous de nombreuses formes (orale, suppositoire, inhalation, perfusion ou bien locale par pommade, collyre…) selon les indications.
Des thérapies récentes (biothérapies) bloquent spécifiquement certains médiateurs de l'inflammation (anti-TNFα, anti-IL4…). Elles ont révolutionné la prise en charge de maladies inflammatoires telles que la polyarthrite rhumathoïde ou les spondylarthrites ankylosantes mais avec des effets secondaires.

### Mode de vie et alimentation
Certains aliments contribuent à réduire l'inflammation - ou ses marqueurs sanguins -, en particulier les omega-3,,, (contenus dans les poissons gras et l'huile de lin ou de colza par exemple), les anthocyanes (contenus dans les fruits rouges et la betterave par exemple), le bêta-glucane (contenu par l'avoine et les grains entiers par exemple), le riz complet, le thym, le curcuma, le gingembre, le chou, l'ananas, l'huile d'olive, les noix, l'ail, les oignons. À l'inverse, les aliments à fort indice glycémique ou à forte charge glycémique (sucre, amidon par exemple) contribuent à augmenter ces marqueurs sanguins.
La restriction calorique semble réduire l'inflammation. Dans une étude de restriction calorique portant sur 218 personnes pendant 2 ans, dénommée CALERIE, le taux de Protéine C réactive a baissé de 47 %.

### Micronutrition
Basée sur l’approche développée par le Professeur Charles Serhan, Professeur à l’école de médecine de Harvard, qui a établi le concept de résolution de l’inflammation à la suite de la découverte des SPM, une approche micronutritionnelle peut également être développée pour lutter contre l’inflammation.
Elle consiste en premier lieu à apporter à notre corps le substrat qui lui permet d'augmenter la synthèse de SPM lors d’une réponse inflammatoire, qu’elle soit aiguë, chronique ou de bas grade. Cet apport peut se faire via l’ingestion d’acides gras polyinsaturés spécifiques enrichis en SPM ou favorisant la production de SPM.

## Localisation
Selon l’endroit où est située l’inflammation, elle peut prendre différents noms, en général en -ite :
- adénite : inflammation d'un ou plusieurs nœuds lymphatiques ;
- amygdalite (ou angine) : inflammation de l’amygdale ;
- annexite : inflammation des annexes de l'utérus: trompe, ovaires , etc..
- appendicite : inflammation de l’appendice iléo-cæcal ;
- artérite : inflammation d’une artère ;
- arthrite : inflammation des articulations ;
- blépharite : inflammation de la paupière ;
- bouton d'acné ou comédon : inflammation généralement située sur le visage ;
- bronchite : inflammation aiguë des bronches et des bronchioles ;
- capillarite : inflammation des petits vaisseaux cutanés ;
- catarrhe : inflammation des muqueuses, des voies respiratoires, accompagnée d'une hypersécrétion (terme vieilli, ayant donné fièvre catarrhale) ;
- cellulite : inflammation de la peau ;
- cérébellite : inflammation du cervelet ;
- cervicite : Inflammation du col de l'utérus.
- colite : inflammation du côlon ;
  - rectocolite (rectocolite hémorragique)
- cholécystite: inflammation de la vésicule biliaire ;
- conjonctivite : inflammation de la conjonctive (surface de l’œil) ;
- cystite : inflammation de la vessie ;
- dermatite ou dermite : inflammation de la peau ;
- desmodontite : inflammation du desmodonte (dent) ;
- encéphalite : inflammation de l’encéphale (cerveau) ;
- endocardite : inflammation de l’endocarde ;
- endométrite : inflammation de l'utérus ;
- endophtalmie : inflammation de l'œil ;
- entérite : inflammation de l’intestin grêle ;
- épicondylite ou épitrochléite : inflammation de l’épicondyle ou de l’épitrochlée de l'humérus ;
- épididymite : inflammation de l’épididyme ;
- gastrite : inflammation de l’estomac ;
- gastro-entérite : inflammation simultanée de l’estomac et de l’intestin grêle ;
- gingivite : inflammation des gencives ;
- labyrinthite : inflammation du labyrinthe ;
- laryngite : inflammation du larynx ;
- lymphangite : inflammation des vaisseaux lymphatiques ;
- mammite ou mastite : inflammation de la glande mammaire. En particulier, en médecine vétérinaire, inflammation du pis de la vache ;
- méningite : inflammation des méninges ;
- métrite : Inflammation de l'utérus.
- mastoïdite : inflammation de la mastoïde ;
- mucite : inflammation de la bouche ;
- myélite : inflammation de la moelle épinière ;
- myocardite : inflammation du myocarde (muscle du cœur) ;
- myosite : myopathie ;
- néphrite : inflammation du rein ; le mot n’est guère plus utilisé seul, mais dans le nom de maladies touchant le rein qui ne sont pas toutes inflammatoires : glomérulonéphrite, tubulonéphrite, pyélonéphrite ;
- névrite : inflammation d'un nerf ;
- orchite : inflammation du testicule ;
- otite : inflammation de l’oreille ;
- ostéite ou ostéomyélite : inflammation de l’os et de sa moelle ;
- panaris : inflammation du doigt ;
- pancréatite : inflammation du pancréas ;
- parotidite : inflammation des glandes salivaires ;
- péricardite : inflammation du péricarde ;
- péritonite : inflammation du péritoine ;
- pharyngite : inflammation du pharynx ;
- pleurésie : inflammation de la plèvre ;
- poliomyélite : inflammation de la moelle épinière (de la substance grise) ;
- polyarthrite : arthrite frappant plusieurs articulations.
- pulpite ou rage de dent : inflammation de la pulpe dentaire ;
- pyélite : inflammation de la muqueuse qui tapisse le bassinet ;
- pyélonéphrite : inflammation urinaire touchant le bassinet et le rein ;
- rectite : inflammation du rectum.
- rhinite ou rhume : inflammation du nez ;
- rhinopharyngite : inflammation du Rhinopharynx, rhume banal.
- salpingite : inflammation de la trompe utérine ;
- sinusite : inflammation des sinus ;
- spondyloarthrite : Inflammation des vertèbres ;
- spondylite : inflammation des vertèbres ;
- stomatite : inflammation des muqueuses buccales ;
- tendinite : inflammation des tendons ;
- phlébite ou (thrombose veineuse profonde) : inflammation d’une veine causée par un caillot ;
- trachéite : inflammation de la trachée ;
- urétrite : inflammation de l’urètre (canal urinaire) ;
- uvéite : inflammation de l'uvée.